# Округ Ки Пахо (Небраска)
Ки Пахо (енгл. Keya Paha County) је округ у америчкој савезној држави Небраска.

## Демографија
По попису из 2010. године број становника је 824, што је 159 (-16,2%) становника мање него 2000. године.
| Група             | 2000.       | 2010.       |
| Белци             | 941 (95,7%) | 815 (98,9%) |
| Афроамериканци    | 0 (0,0%)    | 0 (0,0%)    |
| Азијати           | 0 (0,0%)    | 1 (0,1%)    |
| Хиспаноамериканци | 38 (3,9%)   | 4 (0,5%)    |
| Укупно            | 983         | 824         |